# 吴益 (敷文阁待制)
吴益，南宋官员，其妻子秦氏，是秦熺之女，秦桧长孙女。
吴益习明经，娶秦桧长孙女为妻，与王继先交相引荐。以秦桧的原因，授文资，直秘阁，历任秘阁修撰、直徽猷阁，最后又加直宝文阁。秦桧死後，通过秦熺奏请，升任敷文阁待制。《宋史》将他与外戚吴益混淆，将他的事迹也记入外戚吴益的列传。